# Eois ignefumata
Eois ignefumata är en fjärilsart som beskrevs av Paul Dognin 1910. Eois ignefumata ingår i släktet Eois och familjen mätare. Inga underarter finns listade i Catalogue of Life.